# 1203年
| 千纪： | 2千纪 |
| 世纪： | 12世纪 \| 13世纪 \| 14世纪                                                                                               |
| 年代： | 1170年代 \| 1180年代 \| 1190年代 \| 1200年代 \| 1210年代 \| 1220年代 \| 1230年代                                         |
| 年份： | 1198年 \| 1199年 \| 1200年 \| 1201年 \| 1202年 \| 1203年 \| 1204年 \| 1205年 \| 1206年 \| 1207年 \| 1208年               |
| 纪年： | 癸亥年（猪年）；西夏天慶十年；金泰和三年；西辽天喜二十六年；南宋嘉泰三年；大理元壽元年？；越南天嘉寳祐二年；日本建仁三年 |

## 大事记
- 南宋宰相韓侂胄拜太師。
- 蒙古成吉思汗大破克烈部。
- 丘處機成為全真道第五任掌教。
- 比企能員之變，源賴家被罷黜征夷大將軍一職，源實朝繼任。
- 北條時政就任鐮倉幕府第一任執權。
- 第四次東征十字軍扶持已被廢黜的拜占庭皇帝伊薩克二世重登皇位。
- 古爾王朝和花剌子模爆發戰爭，花剌子模沙阿阿拉烏丁·摩訶末向西遼求援，耶律直魯古派塔陽古率軍1萬支援，西喀喇汗國可汗奧斯曼·伊本·易卜拉欣也派兵參戰。
- 高棉帝國國王闍耶跋摩七世占領占婆，將其直接併入真臘，占婆國王蘇利耶跋摩然後逃入大海，不知所終。

## 逝世
- 成肅皇后，宋孝宗皇后。
- 陈傅良，宋朝学者。
- 劉處玄，全真七子之一。
- 比企能員，日本鎌倉時代武將，源賴朝乳娘之子。
- 王汗，蒙古克烈部末代首領。
- 阿尔蒂尔一世，布列塔尼公爵，1202年被叔父英格兰国王约翰所俘，此年失踪，一般认为被害。